# Hooppole
Hooppole est un village du comté de Henry dans l'Illinois, aux États-Unis,. Situé au nord-est du comté, il est incorporé le 18 juillet 1917.

## Démographie
Lors du recensement de 2010, le village comptait une population de 204 habitants. Elle est estimée, en 2016, à 200 habitants.

## Source de la traduction
- (en) Cet article est partiellement ou en totalité issu de l’article de Wikipédia en anglais intitulé « Hooppole, Illinois » (voir la liste des auteurs).